# Francesco Barsanti
Francesco Barsanti (Lucca, 1690 – Londra, 1770) è stato un compositore, flautista e oboista italiano.

## Biografia
Nato a Lucca verso il 1690, studiò dapprima all'Università di Padova, ma non tardò ad abbandonare gli studi letterari per dedicarsi alla musica. Nel 1714 si recò a Londra ed entrò all'Opera come flautista.
Durante il suo soggiorno in questa città, pubblicò:
- Sei solo per flauto con accompagnamento di basso, primo libro
- Sei solo per flauto con accompagnamento di basso, secondo libro
- Sei sonate per due violini e basso tratte da solo di Geminiani

Dopo diversi anni di residenza a Londra, accettò nel 1735 una ricca offerta di lavoro in Scozia. Approfittò del suo soggiorno in questo paese per raccogliere una gran quantità di canzoni popolari alle quali aggiunse il basso.
Verso il 1750 tornò a Londra, dove il cattivo stato dei suoi affari lo obbligò a sollecitare un posto di contraltista nell'orchestra dell'Opera e in quella di Vauxhall, sebbene fosse già in avanti con gli anni.
Nello stesso periodo pubblicò Dodici concerti per violino e  Sei antifone nello stile di Palestrina, ma queste opere non gli offrirono che modeste risorse e negli ultimi anni di vita cadde in una miseria profonda. Si ignora in quale anno sia morto.

## Opere e fonti
A oggi non si conoscono autografi di Barsanti. La sua attività a Londra e in Scozia ha fatto sì che le biblioteche britanniche siano le istituzioni che conservano la maggior parte delle sue opere in forma stampata. Tracce di alcune sue canzoni sacre e profane si riscontrano in miscellanee manoscritte settecentesche.
| Titolo                                                                                     | Opus    | Datazione                            | Manoscritto/Dati edizione                               | Enti conservatori prima edizione | Dati ristampa                                   | Enti conservatori ristampa                                                                                 | Note |
| ------------------------------------------------------------------------------------------ | ------- | ------------------------------------ | ------------------------------------------------------- | --- | ----------------------------------------------- | --- | --- |
| 6 sonate per flauto                                                                        | [op. 1] | 1724                                 | Londra, presso l'autore                                 | Bergamo, Conservatorio Bruxelles, Koninklijk Conservatorium Londra, British Library | ristampa anastatica: Londra, Walsh & Hare, 1727 | Londra, British Library Durham, Cathedral Library                                                          | L'editore Walsh pubblicò una seconda anastatica nel 1738. Alla Biblioteca Palatina di Parma c'è una copia manoscritta ottocentesca dell'intero opus. Lo Studio per edizioni scelte (SPES) di Firenze ha pubblicato un'edizione facsimilare della copia della prima edizione a Bergamo nel 1992 (ristampata nel 2004). |
| 6 sonate                                                                                   | op. 2   | 1728                                 | London, Cooke                                           | Londra, British Library Leeds, Central Library |                                                 | | Una copia manoscritta dell'op. 2 n. 6 è alla Biblioteca Palatina di Parma. Nel 1985 lo Studio per edizioni scelte SPES di Firenze ha pubblicato un'edizione facsimilare della copia londinese. |
| Soli per flauto, oboe o violino e basso                                                    | op. 3   | anni '30 del Settecento              | Londra, Walsh & Hare                                    | Washington, Library of Congress | Londra, Walsh, forse 1732                       | Bruxelles, Koninklijk Conservatorium Londra, British Library                                               | È circolata anche un'altra op. 3 del 1742 (vedi sotto) |
| Concerti grossi                                                                            | op. 3   | 1742                                 | Edimburgo, presso l'autore con i tipi di Baillie        | Ann Arbor (Michigan), Music Library della University of Michigan Lipsia, Leipziger Stadtbibliothek Londra, British Library Parigi, Conservatoire | Londra, Walsh & Hare                            | Washington, Library of Congress                                                                            | Walsh pubblicò una terza edizione, oggi alla British Library e al Conservatorio di Bruxelles. Una copia manoscritta tardo settecentesca di questa op. 3 n. 5 è oggi alla Music Library della Cardiff University in una collezione di 83 pezzi vocali e strumentali italiani e inglesi.                                |
| A collection of old Scots tunes                                                            |         | 1742                                 | Edimburgo, Baillie                                      | Glasgow, Mitchell Library Glasgow, University Library Edimburgo, National Library of Scotland Londra, Royal Academy of Music Londra, British Library Perth (UK), AK Bell Library |                                                 | | Il canto Fye what mean you drunken è incluso in un manoscritto del 1763 in una miscellanea di 120 pezzi vocali inglesi alla British Library |
| Ouvertures                                                                                 | op. 4   | 1742-1745 ca. (oppure 1730)          | s.l. [forse Edimburgo], s.n., s.d.                      | Edimburgo, National Library of Scotlant Londra, British Library la sola parte di viola è a Toronto, University of Western Ontario |                                                 | | |
| Il faut quand on aime                                                                      |         | 1741-1743                            | manoscritto                                             | Cologny (Ginevra), Fondazione Martin Bodmer |                                                 | | Parte di una miscellanea manoscritta di 59 pezzi per soprano e tastiera. Michael Talbot ritiene il frammento manoscritto autografo. |
| 6 sonate per due violini e violoncello basate su un tema di Francesco Geminiani            |         |                                      | Londra, Walsh                                           | Venezia, Biblioteca Nazionale Marciana | Londra, Cooke                                   | Londra, British Library Rochester (NY), Sibley Music Library della Eastman School of Music dell'Univeristà | |
| Sonatina per violino con l'indicazione «Ginammi» (forse ancora un riferimento a Geminiani) |         |                                      | manoscritto                                             | Bergamo, Conservatorio |                                                 | | |
| 6 antifone                                                                                 | op. 5   | intorno al 1750 (non prima del 1762) | Londra, Welcker                                         | Bruxelles, Bibliothèque Royale de Belgique Londra, British Library Londra, Royal Academy of Music Londra, Royal College of Music Londra, Westminster Abbey Library New Haven (CT), Yale University Music Library New York, Music Division in Public Library for the Performing Arts Tenbury Wells, St. Michael's College Library Washington, Library of Congress |                                                 | | |
| 6 sonate per due violini e basso                                                           | op. 6   | la datazione varia dal 1743 al 1796  | Londra, presso l'autore per i tipi di Welcker e Bremner | Bruxelles, Koninklijk Conservatorium Londra, British Library Rochester (NY), Sibley Music Library della Eastman School of Music dell'Università |                                                 | | |
| 4 sonate per flauto accompagnato da violoncello o clavicembalo                             |         |                                      | Londra, Harrison                                        | Washington, Library of Congress Wellington, Alexander Turnbull Library |                                                 | | |

Oltre a queste composizioni, segnaliamo:
- 3 ariette (Chi mai vi fe' sì belle[48], Un sospiro ah chi si muore[49], Oh giorno oh infausto giorno[50]) in una miscellanea manoscritta di 66 cantate redatta prima del 1750, oggi alla Staats- und Universitätsbibliothek «Carl von Ossietzky» di Amburgo.[51][52] Chi mai vi fe' sì belle è la canzone che ha avuto maggiore circolazione, la ritroviamo in una miscellanea del 1794 alla Royal Academy of Music[53] e in molte altre miscellanee (vedi sotto).[54][55]
- 3 ariette (Chi mai vi fe' sì belle[54], Oh quante volte[56], E qual legge m'imponi[57]) figurano in una miscellanea manoscritta di metà Settecento alla Royal Academy of Music.[58]
- 3 canzoni sacre (Ne reminiscaris, De profundis, Lauda Jerusalem) compaiono in una miscellanea manoscritta del 1796 appartenuta al cantante e organista Richard John Samuel Stevens, oggi alla Royal Academy of Music.[59]
- Le stesse canzoni sacre, più altre tre (Asperges me, Agios o Theos, Inter iniquos projecerunt me) e l'arietta Chi mai vi fe' sì belle, compaiono in una miscellanea (con 127 pezzi) redatta nella seconda metà del Settecento alla Madrigal Society di Londra.[55][60]
- Si presume sia stato Barsanti e non Giovanni Battista Sammartini a trasformare la prima, la quarta, la quinta e la settima delle 12 Sonate, op. 5 di Sammartini nei Concerti grossi, op. 6 che l'editore Walsh pubblicò a Londra. Sammartini, quindi, si sarebbe limitato a scrivere solo i due concerti grossi posti in apertura dell'edizione.[61]